# Элмаз, Бартуг
Барту́г Элма́з (тур. Bartuğ Elmaz; род. 17 февраля 2003 или 19 февраля 2003, Черкезкёй, Текирдаг) — турецкий футболист, полузащитник клуба «Фенербахче», выступающий на правах аренды за словенский «Марибор».
Выступая на позиции опорного полузащитника. выделяется видением и чтением игры.

## Клубная карьера

### «Галатасарай»
Элмаз — воспитанник клуба «Галатасарай». В Юношеской лиге УЕФА 2019/20 сыграл в матчах против молодёжных команд «Брюгге», «ПСЖ» и «Реал Мадрид». По итогам группового этапа, турецкий клуб занял последние место, уступив по дополнительным показателям «ПСЖ», который набрал одинаковое количество очков.
17 ноября 2020 года, Элмаз подписал свой первый профессиональный контракт с клубом. По окончании сезона 2020/21 полузащитник был назван лучшим игроком сезона в команде до 19 лет. 22 декабря 2020 года в матче против «Гёзтепе» он дебютировал в чемпионате Турции.
25 ноября 2021 года он дебютировал в Лиге Европе УЕФА против клуба «Олимпик Марсель», заменив Беркана Кутлу. «Галатасарай» занял первое место в группе Е и вышел в 1/8 финала, где по сумме двух матчей проиграл каталонской «Барселоне»; Элмаз не попал в заявку команды на оба матчи.

### «Олимпик Марсель»
В январе 2022 года, французский «Олимпик Марсель» и полузащитник достигли принципиального соглашения о переходе игрока. В июне 2022 года на правах свободного агента Элмаз стал игроком клуба. Выступал за дублёров марсельцев в пятом дивизионе Насьональ 3. По итогам сезоне 2022/23 годов дублёры «Олимпик Марсель» заняли шестое место в группе D, Элмаз принял участие в шести матчах и забил два гола (в ворота дублёров Ниццы и клуба «Истр»). 7 февраля 2023 года в матче 3-го круга Кубка Франции против «Йера» он дебютировал в основном составе марсельского «Олимпика».

### «Фенербахче»
В июле 2023 года Бартуг подписал трёхлетний контракт с клубом «Фенербахче». 17 августа в матче Лиги Конференций УЕФА против «Марибора» Элмаз дебютировал за новый клуб. 21 августа в поединке против «Самсунспора» он дебютировал в турецкой Суперлиге.
Зимой 2024 года на правах аренды до конца сезона перешёл в «Сивасспор». 2 февраля в матче против «Анкарагюджю» Бартуг дебютировал за новый клуб. 